# Багриновский, Михаил Михайлович
Михаил Михайлович Багриновский (30 сентября [12 октября] 1885, Москва — 13 января 1966, там же) — советский композитор и дирижёр.

## Биография
Михаил Багриновский родился 30 сентября (12 октября) 1885 год в Москве. Окончил Московское филармоническое училище в 1908 году (класс композиции А. Н. Корещенко, фуги А. А. Ильинского, анализа форм Р. М. Глиэра, дирижирования В. Кэса). С 1910 по 1917 работал дирижёром в Оперном театре Зимина. С 1913 по 1921 год как дирижёр работал в театрах Харькова, Киева, Ростова-на-Дону, Саратова, и других городов. В 1922—1925 гг. был дирижёром театра «Свободная опера».
В 1913 году Багриновский дирижировал при первой постановке оперы Н. А. Римского-Корсакова «Млада» в частном Оперном театре Зимина.
Кроме дирижирования был известен и как музыкальный критик и педагог, в 1928—1931 преподавал в Тифлисской консерватории, с 1934 года был профессором Московской консерватории. В 1909—1913 годах музыкальный рецензент газет и журналов: «Рампа и жизнь», «Раннее утро», «Московская газета», «Утро России», «Новости сезона».
Автор оперы «1812 год» (по неоконченной повести А. С. Пушкина «Рославлев» и роману Г. П. Данилевского «Сожжённая Москва», 1911—1927), музыкальной комедии «Игра с Джокером» (написана под псевдонимом М. Миккель, в 1927 году поставлена Московским театром оперетты) и многих других музыкальных произведений.
Скончался 13 января 1966 года в Москве, похоронен на Донском кладбище.

## Награды
- орден Трудового Красного Знамени (28.12.1946)